# Giải đua ô tô Công thức 1 Pháp 2006
Giải đua ô tô Công thức 1 Pháp năm 2006 là chặng đua thứ mười một của giải vô địch thế giới Công thức 1 năm 2006. Giải được tổ chức vào ngày 16 tháng 7 năm 2006.
Với chiến thắng ở năm 2006, Michael Schumacher trở thành tay đua đầu tiên trong lịch sử 8 lần về nhất một giải đua ô tô Công thức 1 Pháp (1994, 1995, 1997, 1998, 2001, 2002, 2004 và 2006).

## Xếp hạng chi tiết
| TT      | Tên                  | Đội đua                | Thời gian            | Điểm |
| 1       | Michael Schumacher   | Ferrari F1             | 1 giờ 32 phút 07,803 | 10   |
| 2       | Fernando Alonso      | Renault F1             | +10,1                | 8    |
| 3       | Felipe Massa         | Ferrari F1             | +22,5                | 6    |
| 4       | Ralf Schumacher      | Toyota                 | +27,2                | 5    |
| 5       | Kimi Räikkönen       | McLaren-Mercedes       | +33,0                | 4    |
| 6       | Giancarlo Fisichella | Renault F1             | +45,2                | 3    |
| 7       | Pedro de la Rosa     | McLaren-Mercedes       | +49,4                | 2    |
| 8       | Nick Heidfeld        | BMW F1                 | +1 vòng              | 1    |
| 9       | David Coulthard      | Red Bull-Ferrari       | +1 vòng              |      |
| 10      | Scott Speed          | Scuderia Toro Rosso F1 | +1 vòng              |      |
| 11      | Jacques Villeneuve   | BMW F1                 | +1 vòng              |      |
| 12      | Christian Klien      | Red Bull-Ferrari       | +1 vòng              |      |
| 13      | Vitantonio Liuzzi    | Scuderia Toro Rosso F1 | +1 vòng              |      |
| 14      | Nico Rosberg         | Williams F1            | +2 vòng              |      |
| 15      | Christijan Albers    | Midland F1             | +2 vòng              |      |
| 16      | Franck Montagny      | Super Aguri-Honda      | +3 vòng              |      |
| bỏ cuộc | Jenson Button        | BAR Honda F1           |                      |      |
| bỏ cuộc | Mark Webber          | Williams F1            |                      |      |
| bỏ cuộc | Jarno Trulli         | Toyota                 |                      |      |
| bỏ cuộc | Rubens Barrichello   | BAR Honda F1           |                      |      |
| bỏ cuộc | Tiago Monteiro       | Midland F1             |                      |      |
| bỏ cuộc | Takuma Sato          | Super Aguri-Honda      |                      |      |